# CEASA Juiz de Fora
A Central de Abastecimento (CEASA) de Juiz de Fora é um entreposto da CeasaMinas, empresa de economia mista vinculada ao Ministério da Agricultura. A unidade de Juiz de Fora é a 3ª maior do sistema mineiro em volume de comercialização, que possui entrepostos também em Contagem, Uberlândia, Caratinga, Governador Valadares, Barbacena. Localiza-se no bairro Santa Cruz, Zona Norte da cidade.

## Banco de Alimentos
Planejava-se, em 2011, que fosse instalado um Banco de Alimentos na unidade, o terreno da CEASA, com capacidade de "salvar" do descarte 60 toneladas de alimentos por mês, que estivessem próximos da validade ou impróprios para comercialização, mas pudessem ser utilizados no Restaurante Popular de Juiz de Fora e fornecidos a instituições beneficentes.  Naquele ano, 45.000 pessoas passavam fome na cidade, e 22.000 toneladas de alimentos eram desperdiçadas atualmente pela cidade e região, considerando apenas o volume comercializado pela CeasaMinas.
Em 2013, porém, constatou-se que o projeto não saiu do papel, e o dinheiro já liberado (R$ 450.000) foi tomado de volta pelo Ministério do Desenvolvimento Social, devido ao edital licitatório não ter sido aberto no tempo que se decorreu, o que por sua vez deveu-se ao custo real do projeto ser muito maior do quê o previsto (R$ 2.100.000), inviabilizando a execução.
Fizemos o nosso projeto, que foi aprovado, seguindo todas as orientações e diretrizes da Anvisa (Agência Nacional de Vigilância Sanitária). O valor liberado (R$ 450 mil) seria insuficiente, e não teríamos condições de arcar com a contrapartida. Então começamos a negociar uma complementação. Devolvemos o dinheiro porque fomos orientados que sairia um novo edital que poderia ser maior, mas isso nunca mais aconteceu— Elizabeth Jucá, secretária de Planejamento e Gestão da Prefeitura.
Na época, houve troca de acusações na Câmara Municipal de Juiz de Fora, com o secretário de Assistência Social, Flávio Cheker, atribuindo a culpa à gestão do prefeito Custódio Mattos, que acusava de ter deixado o projeto em banho-maria, ao que o vereador Rodrigo Mattos retrucou que a culpa era do próprio Flávio Checker, a quem acusava de ter agido com morosidade por meses. O então presidente da Câmara, Júlio Gasparette lamentou a perda de recursos, que deu continuidade ao desperdício de alimentos, dizendo que o projeto dobrou de custo devido a alterações feitas pelo secretário de Planejamento, André Zuchi.
Em 2018, a cidade enfim ganhou um banco de alimentos, porém independente da Prefeitura e da CEASA: é gerenciado pelo SESC, em parceria diretamente com grandes redes de supermercados.